# Lola bella mia/Alleluia
Ragazzi tocca a noi / Cobra è il decimo singolo su 7" de I Califfi pubblicato nel 1971 dalla Compagnia Generale del Disco.

## Tracce
Lato A
1. Lola bella mia

Lato B
1. Alleluia